# Agon Mehmeti
Agon Mehmeti (* 20. November 1989 in Podujeva, SFR Jugoslawien (heute Kosovo)) ist ein ehemaliger kosovo-albanisch-schwedischer Fußballspieler kosovarischer Herkunft.

## Werdegang

### Karrierestart in Schweden und erster Meistertitel
Mehmeti, der als zweijähriges Kind mit seiner Familie als Flüchtling nach Schweden kam, begann mit dem Fußballspielen bei IFK Malmö. 2001 wechselte er innerhalb Malmös zum Ortsrivalen Malmö FF in die Jugendabteilung. Nachdem er die einzelnen Nachwuchsmannschaften durchlaufen hatte, gehörte er 2007 erstmals zur ersten Mannschaft und erhielt von Trainer Sören Åkeby in einem Vorbereitungsspiel Einsatzzeit. In der Spielzeit 2008 hatte er sich schließlich im Kader der Erstligamannschaft etabliert, beim neu verpflichteten Trainer Roland Nilsson bedeckte er eine Jokerrolle und bestritt 20 seiner 21 Saisonspiele in der Allsvenskan als Einwechselspieler – einzig kurz vor Saisonende stand er beim Spiel gegen AIK im Oktober in der Startformation. Mit drei Saisontoren verhalf er dem Klub zum Erreichen des sechsten Tabellenplatzes. Damit spielte er sich auch in die Nachwuchsnationalmannschaft und debütierte im Saisonverlauf für die schwedische U-19-Auswahl.
Als Einwechselspieler krönte Mehmeti im April 2009 mit zwei Toren das erste Pflichtspiel im neu eröffneten Swedbank Stadion, als er beim 3:0-Erfolg über den Göteborger Klub Örgryte IS die 1:0-Führung durch Labinot Harbuzi zum Endstand ausbaute. Dennoch kam er im weiteren Saisonverlauf erneut nicht über die Rolle des Ergänzungsspielers hinaus, gehörte aber 2009 zur neu formierten U-21-Auswahl, die sich unter Leitung von Tommy Söderberg und Jörgen Lennartsson für die U-21-Europameisterschaftsendrunde 2011 qualifizieren sollte. Zur Unzufriedenheit des Spielers erhielt er als Dauer-Joker in der Liga den Spitznamen „Super-Sub“. Gemeinsam mit Daniel Larsson bildete er jedoch in seiner dritten Spielzeit in der Allsvenskan ein schlagkräftiges Sturmduo, so dass er sich einerseits als Stammkraft in der Startformation festspielte und andererseits in der Spitzengruppe der Torschützenliste wiederfand. Während er mit seinem Verein im Herbst die Tabellenspitze erobert hatte, verpasste er mit der U-21-Auswahl die Teilnahme an der EM-Endrunde in Dänemark. Bei der 1:4-Niederlage gegen die Schweizer U-21-Nati in den Play-off-Spielen am 7. Oktober verletzte er sich zudem kurz vor der Halbzeitpause. Wiedergenesen hielt er sich mit dem Klub bis zum Saisonende an der Tabellenspitze und erzielte bei 2:0-Erfolg über Mjällby AIF am letzten Spieltag mit seinem elften Saisontreffer das letzte Tor für den Verein in der Meistersaison.
Zu Beginn der folgenden Spielzeit verletzte sich Mehmeti in einem Spiel gegen IF Elfsborg. Nach einer daher notwendigen mehrwöchigen Verletzungspause kehrte er in die Mannschaft zurück und etablierte sich in der zweiten Saisonhälfte erneut als Stammspieler. Nach Ende der Allsvenskan-Spielzeit gab er seinen Wechsel nach Italien bekannt. Bevor er zum US Palermo ging, bei dem er einen Fünf-Jahres-Vertrag unterzeichnete, spielte er noch bis zum Ende der Vorrunde in der UEFA Europa League für seinen bisherigen Klub.

### Wechsel ins Ausland
Mehmeti kam in seinem ersten halben Jahr in Italien nicht über den Status eines Ergänzungsspielers hinaus, lediglich drei Saisoneinsätze verbuchte er bis zum Sommer 2012. Im August des Jahres wechselte er kurz vor Ende der Wechselperiode im Austausch mit Luigi Giorgi auf Leihbasis zum Absteiger Novara Calcio in die Serie B. Dort war er über weite Strecken Stammspieler, trotz seiner sechs Saisontore verpasste die Mannschaft als Tabellenfünfter den direkten Wiederaufstieg. Nach seiner Rückkehr zu US Palermo zum Saisonende verlieh ihn der Klub im Juli 2013 erneut für eine Spielzeit, dieses Mal an den portugiesischen Klub SC Olhanense. Parallel rückte der ehemalige schwedische Juniorennationalspieler in den Fokus der Verantwortlichen der albanischen Nationalmannschaft. 2013 debütierte er für die südosteuropäische Auswahlmannschaft, konnte sich aber nicht dauerhaft etablieren.

### Rückkehr nach Schweden, Kurzeinsätze in der Champions League und erneuter Gang ins Ausland
Im Juli 2014 kehrte Mehmeti nach Schweden zurück und schloss sich erneut Malmö FF an. Während er mit dem amtierenden schwedischen Meister in der zweiten Saisonhälfte den nationalen Titel verteidigte, erreichte er mit der Mannschaft erstmals in der Vereinsgeschichte die Gruppenphase der UEFA Champions League. Als Ersatz für den am Kreuzband verletzten Guillermo Molins gedacht, kam er jedoch unter Trainer Åge Hareide nicht über die Rolle eines Ergänzungsspielers hinaus. Bis zum Saisonende bestritt er lediglich fünf seiner zehn Saisoneinsätze in der Startformation, zudem kam er lediglich bei der 0:2-Auswärtsniederlage beim späteren Finalisten Juventus Turin als Einwechselspieler für Markus Rosenberg zu einem Einsatz in der Hauptrunde des Europapokals. Als Gruppenletzter verpasste er mit der Mannschaft um Isaac Kiese Thelin, Emil Forsberg, Pa Konate, Robin Olsen und Magnus Eriksson ein Überwintern im Europapokal.
Auch in der Spielzeit 2015 setzte sich Mehmeti nicht als Stammspieler bei den Himmelblauen durch. Für den Klub aus Schonen stand er in der Meisterschaft lediglich in vier Partien bei Anpfiff auf dem Spielfeld, insgesamt bestritt er mit 15 Saisonspielen gerade einmal die Hälfte aller möglichen Einsätze. Auch in der Qualifikation für die UEFA Champions League wurde er lediglich bei den Heimspielen gegen Žalgiris Vilnius und Celtic Glasgow eingewechselt und wurde von Trainer Hareide nach dem erneuten erfolgreichen Aufstieg in die Gruppenphase nur beim 2:0-Heimerfolg über Schachtar Donezk – dem einzigen Erfolg in der Gruppenphase in der Spielzeit 2015/16 – und dem abschließenden 0:8-Debakel beim späteren Titelträger Real Madrid berücksichtigt.
Dennoch blieb Mehmeti dem Klub zunächst trotz geringer Spieleinsätze treu und bestritt die Vorbereitung auf die Spielzeit 2016 unter dem neuen Trainer Allan Kuhn mit dem schwedischen Klub. Mitte März wechselte er jedoch wenige Tage vor Abschluss der Winterwechselperiode zum norwegischen Klub Stabæk Fotball. Nachdem in Norwegen bereits die Meisterschaft 2016 begonnen hatte, debütierte er am zweiten Spieltag gegen Molde FK und war in der Folgezeit über weite Strecken Stammspieler.
Im Januar 2017 wechselte er zum türkischen Erstligisten Gençlerbirliği Ankara, verließ diesen aber im Sommer 2017 vorzeitig und schloss sich dem englischen Drittligisten Oxford United an. Ab 2019 stand er drei Saisons bei Örebro SK  in Schweden unter Vertrag und beendete nach langer Vereinslosigkeit im November 2022 seine aktive Karriere.

## Erfolge
- Schwedischer Meister: 2010, 2014